# Associação Latino-Americana de Direito Animal
A Associação Latino-Americana de Direito Animal (ALDA) é uma entidade criada para contribuir com o avanço nos estudos acadêmicos e na difusão científico-educacional do Direito Animal na América Latina, fundada em 2014 na cidade de Brasília (Distrito Federal, Brasil).
A ALDA contribuiu para a editoração do periódico acadêmico Revista Latino-Americana de Direitos da Natureza e dos Animais e tem auxiliado o Instituto Abolicionista Animal (IAA) na realização de eventos científicos de discussão do Direito Animal realizados no Brasil.
A ALDA conta com filiais espalhadas mais de dez países da América Latina reunindo acadêmicos, advogados, pesquisadores e ativistas, com o objetivo de estudar o direito animal, a aplicabilidade jurídica da filosofia dos direitos animais, além de dar suporte à efetivação do direito animal nos mais distintos países latino-americanos.